# Клименко Леонід Павлович
Леоні́д Па́влович Климе́нко (нар. 29 січня 1951) — науковець у галузі машинобудування. Доктор технічних наук, професор, Заслужений діяч науки і техніки України. Ректор Чорноморського національного університету імені Петра Могили.

## Життєпис
Народився 29 січня 1951 року в м. Сміла Черкаської області.
Закінчив з відзнакою Миколаївський кораблебудівний інститут (факультет машинобудування) (1974).
Трудову діяльність розпочав у 1974 р. як стажист-дослідник Миколаївського кораблебудівного інституту імені адмірала Макарова (зараз Національний університет кораблебудування); у 1976–1979 рр. — аспірант цього інституту. Захистив кандидатську дисертацію за темою: «Вивчення технологічних шляхів підвищення надійності і довговічності деталей циліндропоршньової групи форсованих суднових дизелів» (1980). Працював у інституті старшим інженером (1979–1981); старшим науковим співробітником (1981–1982); асистентом кафедри технології суднового машинобудування (1982–1985); старшим викладачем кафедри (1985–1986); доцентом (1986–1996).

### Досягнення
У 1995 році Л. П. Клименко виступив ініціатором створення у Миколаєві україномовного університету класичного типу, згуртував колектив творчих, активних освітян та очолив оргкомітет. У результаті роботи Урядом України була підтримана пропозиція і прийнята Постанова Кабінету Міністрів України від 3 липня 1996 р. № 712 "Про утворення Миколаївської філії Національного університету «Києво-Могилянська академія» для навчання та формування висококваліфікованого кадрового потенціалу південного регіону, здатного зайняти гідне місце в розбудові незалежної та економічно розвинутої держави, інтеграції її у світовий освітній та науковий простір. Ректор Миколаївської філії Національного університету «Києво-Могилянська академія» (1996–2002), ректор Миколаївського державного гуманітарного університету імені Петра Могили (2002–2013). У 2002 р. Леонід Павлович захистив докторську дисертацію на тему: «Теоретичні засади та технології створення вузлів машин з перемінною зносостійкістю» (автореферат дисертації), у 2003 р. йому присвоєно звання професора кафедри екології. З 2008 р. — ректор Чорноморського державного університету імені Петра Могили. У 2009 р. обраний Президентом Асоціації Університетів України.

## Нагороди
- Премія Ленкому України в галузі науки і техніки (1980)
- Заслужений діяч науки і техніки України (2006)[1]
- Нагрудний знак «За наукові досягнення» (2007)
- Почесний знак і диплом «Патріот України» (2008)
- Відзнака «За заслуги перед містом Миколаєвом» (2009)
- Грамота та нагрудний знак «За особливі заслуги перед українським народом» (2009)

## Наукові праці
Автор більше 100-а наукових праць, серед яких:
- Клименко Л. П. Повышение долговечности цилиндров ДВС на основе принципов переменной износостойкости / Под ред. В. В. Запорожца. — Николаев: НФ НаУКМА, 2001. — 294 с.
- Клименко Л. П. Технологія: Посібник. — Сімферополь: Таврія, 2000. — 542 с.
- Триботехнология: Словарь-справочник / С. Н. Соловьев, Л. П. Клименко, С. Ж. Боду, Е. Ф. Соловьева. — Николаев: Изд-во НГГУ им. П. Могилы, 2003. — 384 с.
- Клименко Л. П. Техноекологія: Підручник для студентів вищих навчальних закладів. — Миколаїв: Вид-во МФ НаУКМА, 2000. — 304 с.
- Евдокимов В. Д., Клименко Л. П., Евдокимова А. Н. Технология упрочнения машиностроительных материалов: Учебное пособие-справочник / Под редакцией д.т. н., проф. В. Д. Евдокимова. — 2-е изд-е. — К.: ИД «Профессионал», 2006. — 352 с.
- Чернец М. В., Клименко Л. П., Пашечко М. И., Невчас А. Трибомеханика. Триботехника. Триботехнологии: В 3 т. / Под общ. ред. М. В. Чернеца, Л. П. Клименко. — Николаев: Изд-во НГГУ им. Петра Могилы, 2008.
- Клименко Л. П. Техноекологія: Посібник для студентів вищих навчальних закладів. — Миколаїв: МФ НаУКМА, 2000. — 304 с (з грифом МОН)
- Клименко Л. П. Техноекологія: Посіб. для студ. вищих навч. закладів зі спец. «Екологія та охорона навколишнього середовища». — О.: Фонд Екопрінт, 2000. — 542 с (з грифом МОН)

### Патенти
- Спосіб отримання теркового покриття робочого органу машини для очистки коренеплодів: винахід відноситься до галузі харчового машинобудування і може бути використаний для покриття робочого органу машини з очищення коренеплодів від шкірки(№ 2041669)[2]
- Багатолезовий збірний різальний інструмент (№ 2071873)

## Громадська і політична діяльність
Депутат Миколаївської міської ради: обраний на довиборах 2000 р., потім в 2002–2006 рр..
Член Народно-демократичної партії, в 1998 балотувався в депутати ВР.
Член партії «Наша Україна» з 2005 р. Навесні 2009 р. стає членом політради партії «Наша Україна».
У липні 2009 р. переходить в партію ВО «Батьківщина».
Очолює обласну ГО «Народні збори Миколаївської області».
Був довіреною особою кандидата Ю.Тимошенко на президентських виборах у 2010 році в окрузі № 132.